# Лашкевич, Рафаил Иванович
Рафаил Иванович Лашкевич (10 октября 1899, Добруш, Могилёвская губерния — 17 февраля 1982, Киев) — советский учёный в области сварочного производства. Кандидат технических наук (1951). Лауреат Сталинской премии (1950), Государственной премии СССР (1968).

## Биография
В 1928 окончил Харьковский технологический институт. В 1926—1941 работал на Харьковском электромеханическом заводе; в 1941—1944 — на заводах «Уралэлектроаппарат» и № 650 (Ульяновск).
В 1945—1982 работал в Институте электросварки АН УССР : 1953—1963 — зав. отделом сварки труб, 1963—1982 — ст. научный сотрудник.
Разработал принципы конструирования комплексного сборно-сварочного оборудования.

## Научные работы
- «Сварочная головка для дуговой электросварки металлическим электродом» // Автоген. работник. 1931. № 9;
- «Автоматическая сварка под флюсом в производстве труб» // Тр. Всесоюз. конф. по автомат. сварке под флюсом. К., 1948;
- «Некоторые меры предупреждения кристаллизационных трещин в концах стыковых швов» // АС. 1959. № 7 (соавтор);
- «Автоматическая сварка металлов с предварительным подогревом кромок ТВЧ» // Там же. 1968. № 9 (соавтор).